# Ivan Cattaneo
Ivan Cattaneo, all'anagrafe Ivano Cattaneo (Bergamo, 18 marzo 1953), è un artista, cantautore e pittore italiano.
Dopo gli esordi come cantautore sperimentale, alternativo e dissacratore, raggiunge il grande successo nei primi anni ottanta col brano Polisex e poi con l'album di cover degli anni sessanta Duemila60 Italian Graffiati.
Dopo qualche anno di popolarità, comincia a diradare l'attività di musicista per dedicarsi prevalentemente alle arti figurative. Negli anni duemila è presente in televisione, soprattutto come concorrente in vari reality show.

## Biografia

### Infanzia e adolescenza
Nasce a Bergamo il 18 marzo 1953 da una famiglia di umili origini e a 12 anni, nel 1965, si reca a Bologna per un provino per lo Zecchino d'Oro, dove canta Lui di Rita Pavone.
In un'intervista ha dichiarato di aver confessato la sua omosessualità alla madre all'età di 13 anni; sarebbe stato in seguito visitato da uno psicologo e ricoverato in una clinica psichiatrica. Per uscire dalla clinica, avrebbe poi deciso di fingere di essere "guarito" e di non affrontare più quel discorso con nessuno.
Fino all'età di 18 anni vive a Pianico, in provincia di Bergamo accanto al lago d'Iseo. A quindici anni partecipa al Festival degli sconosciuti di Ariccia e mentre frequenta il liceo artistico impara a suonare la chitarra, studia musica e incomincia a suonare in alcuni gruppi locali di Blues, tutti appassionati di Frank Zappa e John Mayall.

### Gli anni settanta e i primi successi
A 18 anni viene esonerato dal servizio militare per la sua "stravaganza" e conosce Nanni Ricordi che lo farà entrare nell'etichetta indipendente Ultima Spiaggia per cui nel 1975 incide il suo primo album UOAEI.
Nel 1976 è al Festival del proletariato giovanile di Parco Lambro a Milano al fianco di Mario Mieli rivendicare i diritti degli omosessuali.
Nel 1977 incide Primo secondo e frutta (Ivan compreso), album ironico e a tratti demenziale, che contiene il suo primo successo: Maria Batman. Cattaneo inventa la teoria del TATTOUDITOVISTAOLFATTOGUSTO (T.U.V.O.G) e scrive un libro con questo titolo allegato all'LP. Al disco partecipa anche l'esordiente arrangiatore Roberto Colombo.
Inventa il personaggio punk di una giovanissima Anna Oxa al Festival di Sanremo del 1978 che ne decreta l'immediato successo ed è padrino e collaboratore dei primi gruppi punk-rock della scena italica del periodo (Revolver, Elektroshock), nonché, nei primi anni ottanta, del lancio di cantanti come Down Mitchell, Patrizia Di Malta del Gruppo Italiano e Diana Est.
Nel 1979 incide Superivan, in collaborazione con Colombo e con la Premiata Forneria Marconi.

### L'alba degli anni ottanta e l'era diPolisex
Nel 1980 conclude il rapporto con la casa discografica Ultima Spiaggia e incide per l'etichetta CGD l'album Urlo, da cui viene estratto il singolo Polisex, il primo grande successo che diventa il suo brano più popolare di sempre, una sorta di inno dei cosiddetti alternativi della Milano degli anni ottanta, trasmesso da tutte le radio e ben accolto anche dalla critica.

#### Gli anni del revival
Nel 1981 Cattaneo realizza quello che definisce un lavoro di "archeologia moderna", in cui riprende e riarrangia alcuni fra i più grandi successi italiani e internazionali degli anni sessanta. Da questo progetto archeologico nasce l'album 2060 Italian Graffiati, che contiene rivisitazioni di celebri canzoni come Nessuno mi può giudicare e Una zebra a pois. Il disco, lanciato nella trasmissione Mister Fantasy in cui Ivan fu ospite fisso, ha un successo inaspettato e vende ben 475 000 copie.
Parallelamente all'attività di revival, continua la sua carriera di cantautore incidendo canzoni proprie su Ivan il terribile del 1982. Ritorna sui suoi passi e, dopo aver creato a Rimini con Caterina Caselli e Red Ronnie la discoteca "Bandiera Gialla", nel 1983 incide un nuovo album di cover, a sua volta intitolato Bandiera gialla, con pezzi rivisitati come Bang Bang, Io ho in mente te, Ho difeso il mio amore e La bambolina che fa no no.

### Il temporaneo ritiro
Nonostante il successo ottenuto con i due album di revival, Ivan sente di non poter esprimere la sua arte e di essere diventato solo un interprete di vecchi successi, rendendosi anche conto di essersi troppo allontanato dalla sua idea originaria di cantautore. Decide così di rompere con la casa discografica e, amareggiato e deluso dal mondo della discografia e della televisione, si ritira dalla carriera musicale. Per vincolo impostogli dalla CGD, pubblica nel 1986 un ultimo album di revival dal titolo Vietato ai minori.
Nel 1987 diventa vegetariano e si dedica alla pittura. Presenta nel 1989 la mostra 100 Gioconde Haiku, che viene esposta in tutta Italia, anche in varie discoteche. 

### Ritorno sulla scena musicale e progetti paralleli
Sei anni dopo Vietato ai minori, nel 1992 pubblica un album di inediti: Il cuore è nudo...e i pesci cantano, che anticipa la corrente del Drum & Bass, legato alle tematiche New Age, e che parla del rapporto fra l'artista e il maestro indiano Osho.
Nel 1994 dà vita a un ambizioso progetto artistico comprendente musica, danza, poesia e arte dal titolo ZOOcietà DUEOOO, presentato in anteprima nel febbraio del 2001 ma che concretamente non ha ancora visto la luce. Nella seconda metà degli anni novanta Cattaneo alternerà la sua attività di cantante e musicista a quella di pittore e artista multimediale.
Nel 1996 pubblica il singolo dance Love is love con lo pseudonimo di Cut Ivan. Nel 1999 partecipa come attore protagonista al film d'avanguardia italo-polacco KK Kairos & Kronos - Il tempo delle emozioni diretto da Dario Maria Gulli, con Johnson Righeira e Alessandra Di Sanzo; si tratta di un cult-movie dedicato ai cantanti che hanno ottenuto un grande successo negli anni ottanta. Il film viene presentato al BresciaMusicArt il 2 giugno 2000 e arriva fra i finalisti del contest americano New York Film Festival.

### Il nuovo secolo e i progetti televisivi
Nel 2002 inaugura una nuova mostra d'arte: Se dico…seduco? nella quale gli effetti visuali dei quadri si miscelano a effetti digitali. Nello stesso anno partecipa al musical Joseph e la strabiliante tunica dei sogni nella versione italiana, in cui interpreta il faraone rock alla Elvis Presley. Conduce anche un programma di intrattenimento radiofonico su Radio Kiss Kiss. Nel 2003, in occasione del rilancio dell'amica Giuni Russo tramite il Festival di Sanremo, Ivan realizza per lei i videoclip dei due singoli estratti dall'album: Morirò d'amore e Una rosa è una rosa.
Nel 2004 partecipa al reality show Music Farm, sostituendo Scialpi. L'anno dopo sarà conduttore della striscia giornaliera, nonché opinionista della seconda edizione e poi della terza. Nel 2007 accetta l'invito a far parte, a metà percorso, del reality L'isola dei famosi, con una fugace partecipazione.

#### Luna presente: il ritorno discografico
Dopo ben tredici anni di silenzio discografico, il 21 ottobre 2005 pubblica l'album Luna presente, con dodici brani interamente composti da lui, di cui due classici rivisitati (Polisex e Crudele), prodotto da Roberto Cacciapaglia e Roy Tarrant. Il disco è dedicato alla luna e ai suoi dodici "mari metafisici". Grazie a questo album Ivan si rimpadronisce della sua identità di cantautore e con l'occasione festeggia i suoi trent'anni di carriera artistica.

### 2010-2014: attività dal vivo, cover, musical e canzone d'autore
Il 13 marzo 2010 Ivan Cattaneo e la sua band sono ospiti della rassegna LiveMe in piazza Duomo a Milano, come special guest dell'evento assieme ad Alberto Camerini. L'evento, condotto da Red Ronnie e promosso dal comune di Milano, accoglie varie band e solisti emergenti, promuovendo la nuova musica italiana.
Nell'aprile 2010, su etichetta indipendente Azzurra Music, pubblica un nuovo album dedicato ai più celebri brani degli anni ottanta, col titolo 80 e basta! L'album contiene cover di alcuni brani molto noti: Figli delle stelle di Alan Sorrenti, Ci stiamo sbagliando di Luca Carboni, Kobra di Donatella Rettore, Tomorrow di Amanda Lear, Tenax di Diana Est, I maschi di Gianna Nannini e Amore disperato di Nada. A completare l'opera non mancano le sue celebri cover Una zebra a pois di Mina, Un ragazzo di strada de I Corvi e Il geghegè di Rita Pavone, nonché il suo successo Polisex.
Contemporaneamente è impegnato nella stesura finale di un libro in cui raccoglie le proprie massime e aforismi e in un nuovo progetto multimediale che ancora una volta riunisce vari linguaggi artistici come la pittura, la musica, i video e la poesia. A novembre 2010 entra nel cast del musical Jesus Christ Superstar nel suo quarantennale, nei panni di un insolito e trasgressivo Erode.
Come autore firma il brano Abbaio alla luna, inciso da Al Bano nel nuovo cd Amanda è libera pubblicato dalla Azzurra Music in occasione della partecipazione del noto interprete pugliese al Festival di Sanremo 2011. Nel 2011 la Warner Music Italia dedica a Ivan un cofanetto di 5 cd contenente i cinque album che Ivan aveva inciso per la CGD (Urlo, Duemila60 Italian Graffiati, Ivan il terribile, Bandiera gialla, Vietato ai minori) nella fortunata serie di pubblicazioni discografiche Original Album Series.
A fine agosto dello stesso anno la Sony Music gli dedica il digipack A qualcuno piace Ivan! contenente la ristampa in cd dei suoi primi tre album incisi per l'Ultima Spiaggia e i singoli incisi per la stessa, fra il 1976 e il 1978.
Nel 2014 partecipa come attore al film Sexy shop di Maria Erica Pacileo e Fernando Maraghini.
Il 16 maggio 2014 ritira a Genova presso il FIM, la Fiera Internazionale della Musica, il FIM Award Premio Italia alla Carriera assegnato da CAPAM, Commissione Artistica per la Promozione dell'Arte e della Musica e consegnato da Verdiano Vera, patron della manifestazione. In occasione della consegna del premio, Ivan si esibisce sul palco con la sua band.
Nel settembre 2015 la neonata etichetta Soter pubblica un doppio album tributo a lui dedicato: Un tipo atipico#tributoivancattaneo, nel quale ventinove artisti, fra affermati ed emergenti, rivisitano il suo repertorio d'autore. Il progetto è ideato e prodotto da Salvatore De Falco, conoscitore dell'arte di Cattaneo e collaboratore delle testate Raropiù e Musical News. L'album contiene un'inedita performance di Ivan, chitarra e voce, Cera una volta che introduce i colleghi alle prese con le canzoni del suo primo decennio di attività: Garbo, Naïf Hérin, Roulette Cinese, Dardust, Montefiori Cocktail, Giovanni Block, Pennelli di Vermeer, Diana Tejera, Ottodix, Hueco, Susanna Parigi, Vidra + Masi, Stefano Pais, Andrea Zuppini, Banda Osiris, H.E.R., Egokid, Roby Rossini, Luca Urbani e Alberto Stylòo, Ensonika, Alessandro Orlando Graziano, Allerija, Gianni Leone, Gerardo Konte & The Nine Tears, Steetycats, Porfirio Rubirosa, Helena Velena, Elektroshock, Claudio Milano. Il progetto, molto apprezzato da critica e pubblico, viene pubblicato in occasione del quarantennale di carriera di Cattaneo e parte del ricavato viene destinata ai progetti di Amnesty International di cui ricorre il quarantennale di attività in Italia. Ottiene inoltre la targa Amnesty al MEI di Faenza nell'ottobre 2015, ritirata dallo stesso Ivan che si esibisce con band in un mini-live e la targa 'Premio Bruno Lauzi Canzone d'Autore' 2016 ad Anacapri.

### 2018-2021: Grande Fratello Vip, i singoliIcebergePolisex (40th Anniversary)
Il 24 settembre 2018 partecipa alla terza edizione del Grande Fratello VIP e rimane in gara sino al 19 novembre quando, andato in nomination con Lory del Santo, viene eliminato con il 49,7% dei voti. Sempre in questo periodo esce il singolo Iceberg, dopo otto anni di silenzio discografico, e un duetto col cantautore Alessandro Orlando Graziano nel brano Nuova era. All'inizio del 2019 viene annunciata l'uscita dell'album di inediti Eiaculazione da Tiffany, poi annullato e rimandato a data da destinarsi. Scrive per Patty Pravo il brano La carezza che mi manca incluso nel suo album Red, scartato al Festival di Sanremo 2019. A febbraio 2019 presenta la trasmissione in tre puntate C'era una volta il musicarello, che ripercorre la storia del musicarello italiano, in onda in seconda serata su Rete 4 per tre settimane.
Dal gennaio 2019 è testimonial ufficiale dei City Angels.
Il 7 settembre 2020 esce l'inedito postumo La forma dell'amore di Giuni Russo accompagnato da un videoclip le cui immagini erano state registrate da Cattaneo nel 2003.
Nel novembre del 2020 scrive la prefazione del libro Cover and over again di Joyello Triolo, dedicato al mondo delle cover version.
L'11 giugno 2021 esce il Polisex (40th Anniversary), un CD singolo che contiene ben dieci versioni, realizzate per l'occasione, del celebre brano Polisex, composto dallo stesso Ivan Cattaneo e portato al successo nel 1980; il progetto nasce proprio per celebrare i quarant'anni del brano.

## Pittura
Come pittore propone anche immagini elaborate al computer e trasferite su tela, alle quali poi aggiunge materiale pittorico e polimaterico. Il critico d'arte e giornalista Fortunato Orazio Signorello nell'ottobre del 2004 lo inserisce, per la prima volta, nell'Annuario d'arte moderna Artisti contemporanei, pubblicazione annuale edita dalla casa editrice romana Acca in... Arte Editrice.
Per Signorello l'originalità compositiva di Cattaneo "rappresenta, in linea con le sue scelte provocatorie, il suo modo spiazzante di dar vita, in uno straordinario gioco di sovrapposizioni e simbiotici accostamenti ipercromatici, a un tipo di arte nuova e pluripercettiva scaturita da una maggior crescita interiore...". Dal 2004, dopo esserlo stato nel 1999 della Biennale internazionale dell'arte contemporanea di Firenze, Signorello è membro del comitato scientifico dell'International Contemporary Art of Andalusia (Malaga) e della Biennal Exhibition of Visual Art (New York). Afferma che la produzione recente dell'artista "evidenzia, oltre a una continua intenzione di sovvertimento di canoni più o meno prestabiliti, la passione di Cattaneo, anticipatore della comunicazione multimediale, per le scritte caustiche e pungenti; che sono, accoppiate ai suoi soggetti, una sorta di denuncia sulla condizione e sulle contraddizioni dell'uomo contemporaneo...”.

## Discografia
Album in studio
- 1975 - UOAEI (Ultima Spiaggia, ZLUS 55182)
- 1977 - Primo secondo e frutta (Ivan compreso) (Ultima Spiaggia, ZPLS 34010)
- 1979 - SuperIvan (Ultima Spiaggia, ZPLS 34069)
- 1980 - Urlo (CGD, 20230)
- 1981 - Duemila60 Italian Graffiati (CGD, 20254)
- 1982 - Ivan il terribile (CGD, 20316)
- 1983 - Bandiera gialla (CGD, 20350)
- 1986 - Vietato ai minori (CGD, 20511)
- 1992 - Il cuore è nudo...e i pesci cantano (Top Records)
- 2005 - Luna presente (Recording Arts/Ducale)
- 2010 - 80 e basta! (Azzurra Music)

Raccolte
- 1983 - Polisex (CGD, LSM 1026)
- 1996 - Il meglio (D.V. More Record, CD DV 5929) (nuove versioni)
- 2000 - Masterpiece (Fonit Cetra, 8573 85284-2)
- 2001 - I successi (CGD, 8573 85341-2)
- 2004 - I grandi successi originali (RCA Italiana, 82876574222) (2 CD)
- 2006 - Le più belle canzoni di Ivan Cattaneo (WEA, 5051011360626)
- 2008 - Una zebra a pois (Venus Distribuzione, WRNCD102)
- 2011 - A qualcuno piace Ivan! (Sony Music, 88697944342) (3 CD)
- 2011 - Ivan Cattaneo (Azzurra Music, TBP11710)
- 2011 - Original Album Series (Rhino Records, 5052498458455) (5 CD)
- 2016 - Playlist (Rhino Records, 5054197077326)

Singoli
- 1975 - Darling / Pomodori da Marte (Ultima Spiaggia / RCA, ZUS 50569)
- 1976 - L'elefante è capovolto? / Farfalle (Ultima Spiaggia / RCA, ZUS 50574)
- 1977 - La segretaria ha colpito ancora / Maria-Batman (Ultima Spiaggia, distribuzione RCA Italiana, ZBS 7028)
- 1978 - Tabù / Agitare prima dell'uso! (Ultima Spiaggia / RCA, ZBS 7088)
- 1979 - Boys & boys / Su (Ultima Spiaggia / RCA, ZBS 7131)
- 1980 - Pupa / Polisex (CGD, CGD 10290)
- 1984 - Quando tramonta il sol (Melody version) / Quando tramonta il sol (Dance remix) (CGD, CGD 10564)
- 1985 - Dancin Number / To be in love with you (con i Dadavox) (CGD, CGD 10617)
- 1986 - Neolatina Dancemix / La ragazza di Ipanema / Neolatina Disco Mix (CGD, CGD 15253)
- 1996 - Love is love (sotto il nome di Cut Ivan) (Trendy Factory Records/ Zac Music)
- 2005 - L'aria - mare della serenità (Recording Arts/ Ducale) (singolo promozionale)
- 2010 - Tenax (Azzurra Music) - Singolo digitale promozionale
- 2018 - Iceberg (Soter) - Singolo digitale
- 2021 - Polisex (40th Anniversary) (Soter, CD007)

Tributi
- 2015 - Un tipo atipico#tributoivancattaneo (Soter/Believe)

Partecipazioni
- 1979 - Gay dei Revolver (Philips)
- 2002 - Little Gay nella Gay Right Compilation Volume 1 (Genny Random Factory)
- 2009 - A me mi piace vivere alla grande di Giangilberto Monti (Warner Music Italia)
- 2012 - The Kiss Milk di Pierangelo Mané (FactoryMusic)
- 2018 - Adiós Amor di Maurizio Martini (Interbeat)
- 2018 - Nuova era di Alessandro Orlando Graziano (Distrid)

## Programmi televisivi
- Music Farm (Rai 2, 2004-2005) Concorrente (2004), Inviato (2005)
- L'isola dei famosi 5 (Rai 2, 2007) Concorrente
- Grande Fratello VIP 3 (Canale 5, 2018) Concorrente
- C'era una volta il...musicarello (Rete 4, 2019) Conduttore
- Back to School 2 (Italia 1, 2023) Concorrente

## Libri
- T.U.V.O.G. ART, Moizzi Editore, 1977.

## Riconoscimenti
FIM Award
- 2014 - Premio Italia alla Carriera